# Andreas Hondorff
Andreas Hondorff (auch Hohndorff; † 1572) war ein deutscher evangelischer Theologe.
Es sind nur wenige biographische Daten von Andreas Hondorff bekannt. Er wirkte seit 1563 als Pfarrer in Küstritz und seit 1567 in Droyßig bei Weißenfels. Er verfasste Historien der Märtyrer (Frankfurt 1575), die auch 1608 in einer französischen und 1621 in Dordrecht in einer niederländischen Übersetzung erschienen. Ferner schrieb er ein Theatrum historicum (Frankfurt 1575), das durch Philipp Lonitzer aus dem Lateinischen übersetzt und vermehrt (Frankfurt 1580 und öfter) herausgegeben wurde. In seinem Promptuarium illustrium exemplorum (Erstdruck Leipzig 1568) stellte der Verfasser geschichtliche Beispiele für die Zehn Gebote dar. Im Anschluss an Martin Luther ging Hondorff hierbei davon aus, dass Personen mit schwachem Glauben nicht allein die Bibel zu ethischem Verhalten genüge, sondern dass sie auch historische Beispiele zur Bestätigung der christlichen Lehren bräuchten. Der erste Teil dieses Werks wurde durch Wenzel Sturm, der zweite durch Zacharias Rivander in einer erneuerten und vermehrten Auflage veröffentlicht (Leipzig 1595 und öfter). Bei Hondorffs Calendarium sanctorum et historiarum (Leipzig 1573) handelt es sich um einen Heiligenkalender, der ebenfalls von Sturm in verbesserten Auflagen (Leipzig 1595 und öfter) herausgegeben wurde. Als Quelle zog Hondorff, dessen Werk antisemitische Tendenzen aufweist, u. a. die Schedelsche Weltchronik heran.